# Ryan Wendell
Ryan Robert Wendell (Diamond Bar, 4 marzo 1986) è un giocatore di football americano statunitense che gioca nei ruoli di offensive guard e centro per i New England Patriots della National Football League (NFL). Al college ha giocato a football alla Fresno State University.

## Carriera professionistica

### New England Patriots
Dopo non essere stato scelto nel Draft NFL 2008, Wendell firmò con i New England Patriots, passando tutta la sua prima stagione nella squadra di allenamento. Il 31 dicembre 2009 fu promosso nel roster attivo e l'annata successiva disputò 15 partite, di cui le ultime due come titolare al posto dell'infortunato Dan Connolly. Nel 2012 batté Dan Koppen nella corsa al ruolo di centro titolare.
Nella settimana 5 della stagione 2014, Wendell fu spostato nel ruolo di guardia sinistra, con la linea offensiva della squadra che in quella gara concesse un solo sack.

## Palmarès

### Franchigia
- Super Bowl : 1

New England Patriots: XLIX
- American Football Conference Championship: 2

New England Patriots: 2011, 2014

## Statistiche
| Partite totali             | 77 |
| Partite totali da titolare | 49 |

Statistiche aggiornate alla stagione 2014